# Germanicus von Smyrna
Germanicus († 156 in Smyrna) war ein christlicher Märtyrer.
Das Martyrium Polycarpi kontrastiert im Einleitungsteil das vorbildhafte Verhalten des jungen Smyrnaer Christen Germanicus und das Versagen des aus Phrygien zugezogenen Christen Quintus. Während Quintus sich zunächst zum Martyrium drängt und sich den Behörden stellt, versagt er im Verhör und lässt sich überreden, das pagane Opfer darzubringen, um sein Leben zu retten. An Germanicus dagegen wird die Damnatio ad bestias vollzogen. Er reizt ein offenbar wenig aggressives Tier, um schneller den Märtyrertod zu erleiden.
Germanicus wird als Heiliger verehrt. Sein Gedenktag ist der 19. Januar.